# Каменный мост (Екатеринбург)
Ка́менный мост (Мост через реку Исеть) — первый каменный мост в Екатеринбурге через реку Исеть.

## История
Мост был построен в 1840—1844 годах по проекту архитектора Э. Х. Сарториуса, ограничив с юга территорию Екатеринбургского завода. Мост имеет статус историко-архитектурного памятника федерального значения, находится на улице Малышева (бывший Покровский проспект).

## Архитектура
Мост через реку Исеть выложен из бута и гранитного плитняка. Для прочности в кладку всех опорных частей включены металлические сваи, а в русле реки два мощных каменных быка поддерживают полуциркульные арочные своды. Архитектурное оформление моста закончилось в 1841 году, когда на концах установили 4 каменных столба-обелиска и сделали ограждение в виде чугунной кованой решётки с 17 каменными тумбами.
В 1950-х годах с пуском троллейбуса по улице Малышева была реконструирована и покрыта асфальтом проезжая часть моста и тротуара, заменены решётки. Но в целом облик моста практически не изменился и своими формами прекрасно дополняет ансамбль Исторического сквера в центре города.
Планируется расширить проезжую часть моста с двух до пяти полос. Из-за узости моста в данном районе постоянно образуются пробки. Две полосы для автотранспорта будут организованы в сторону улицы Горького, три — в сторону улицы 8 Марта.

## Галерея

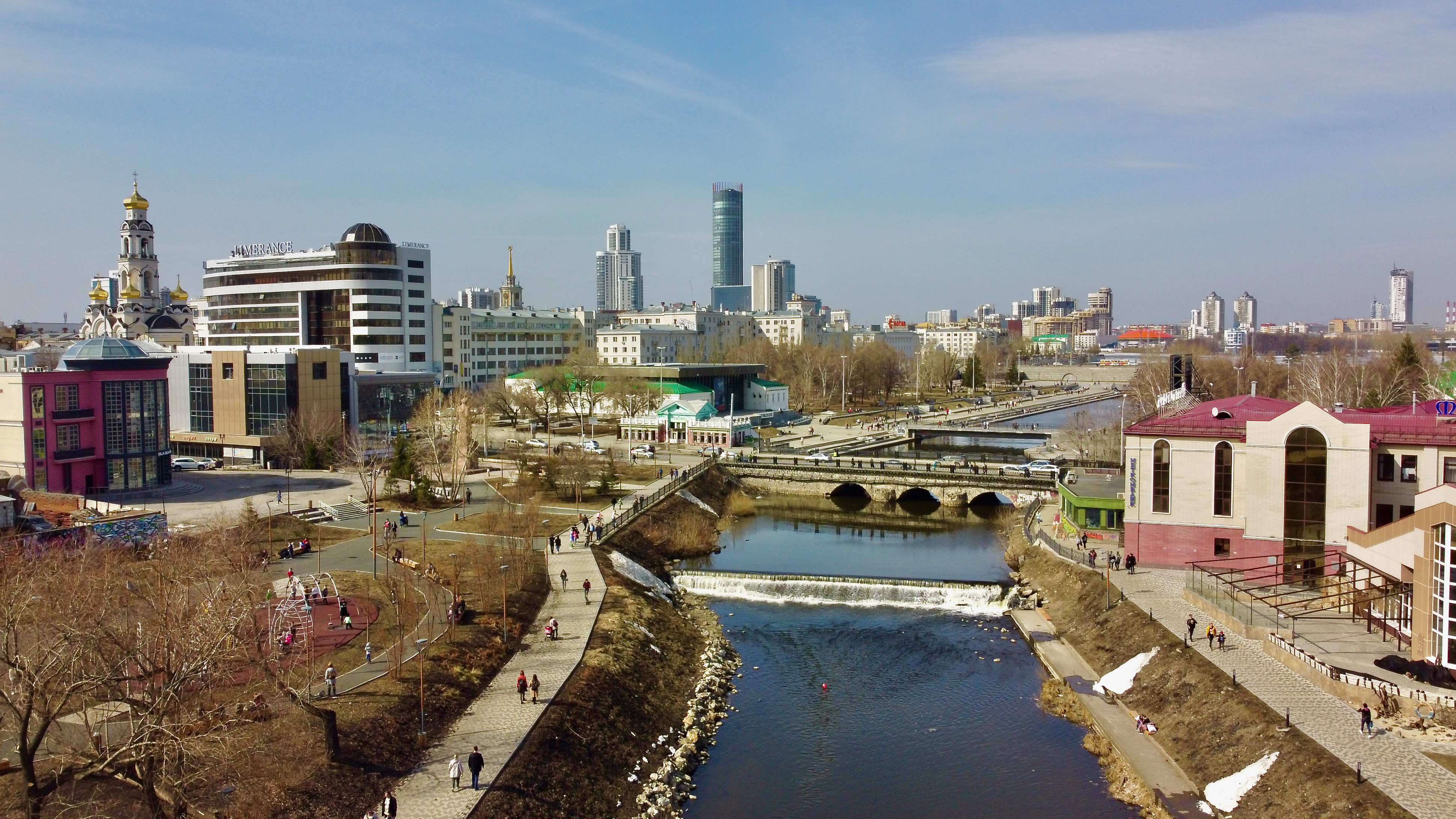
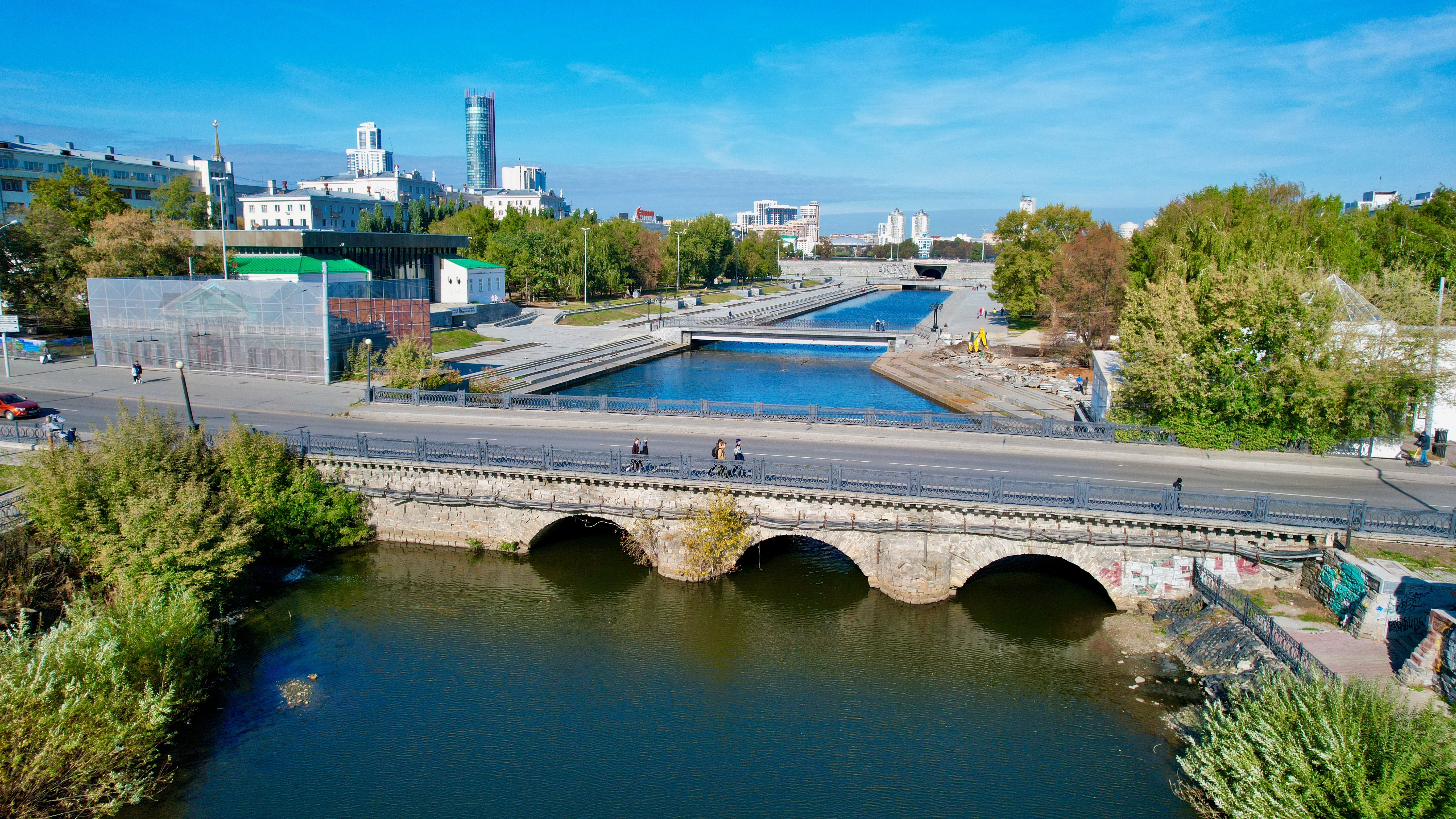
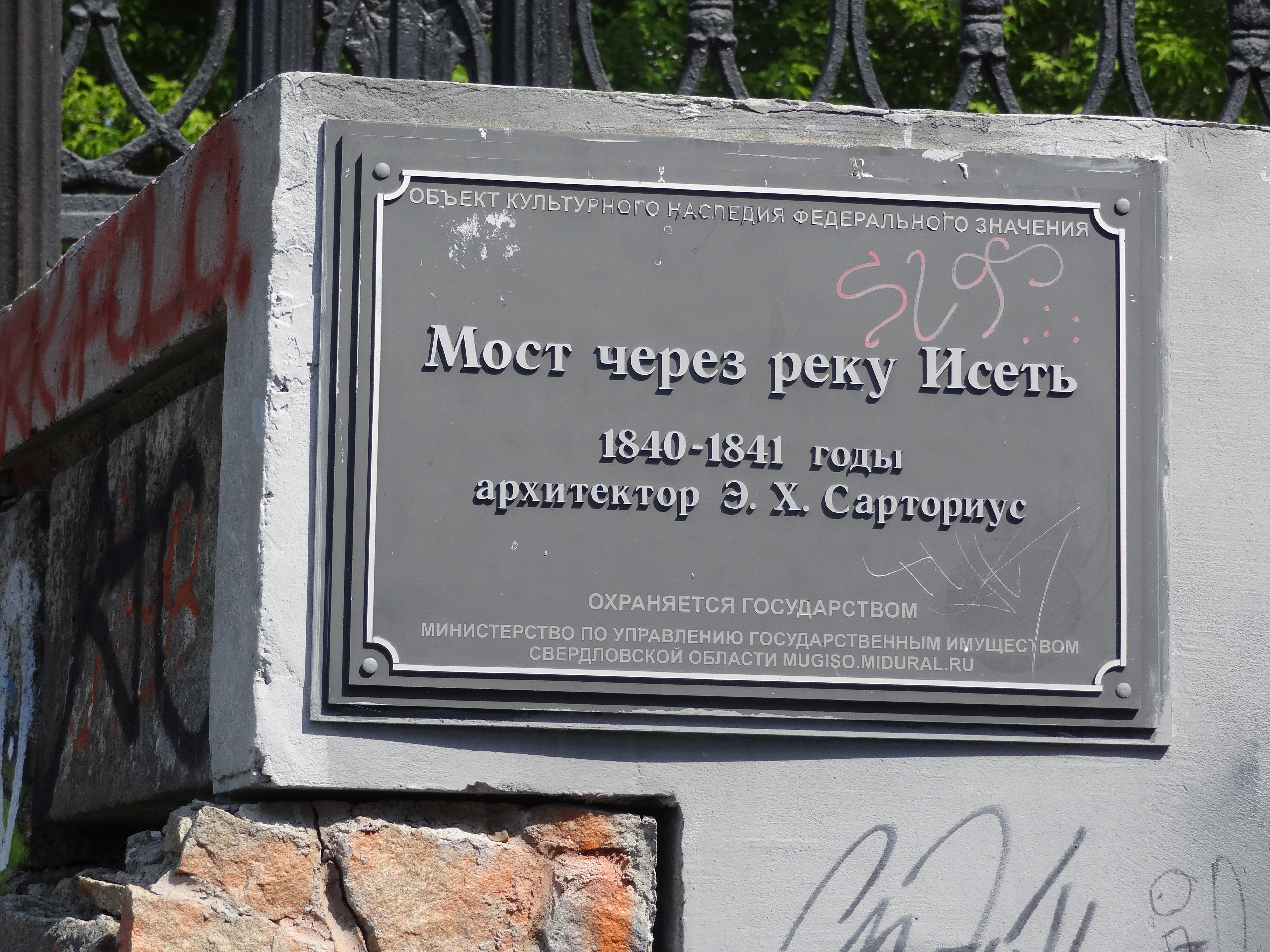
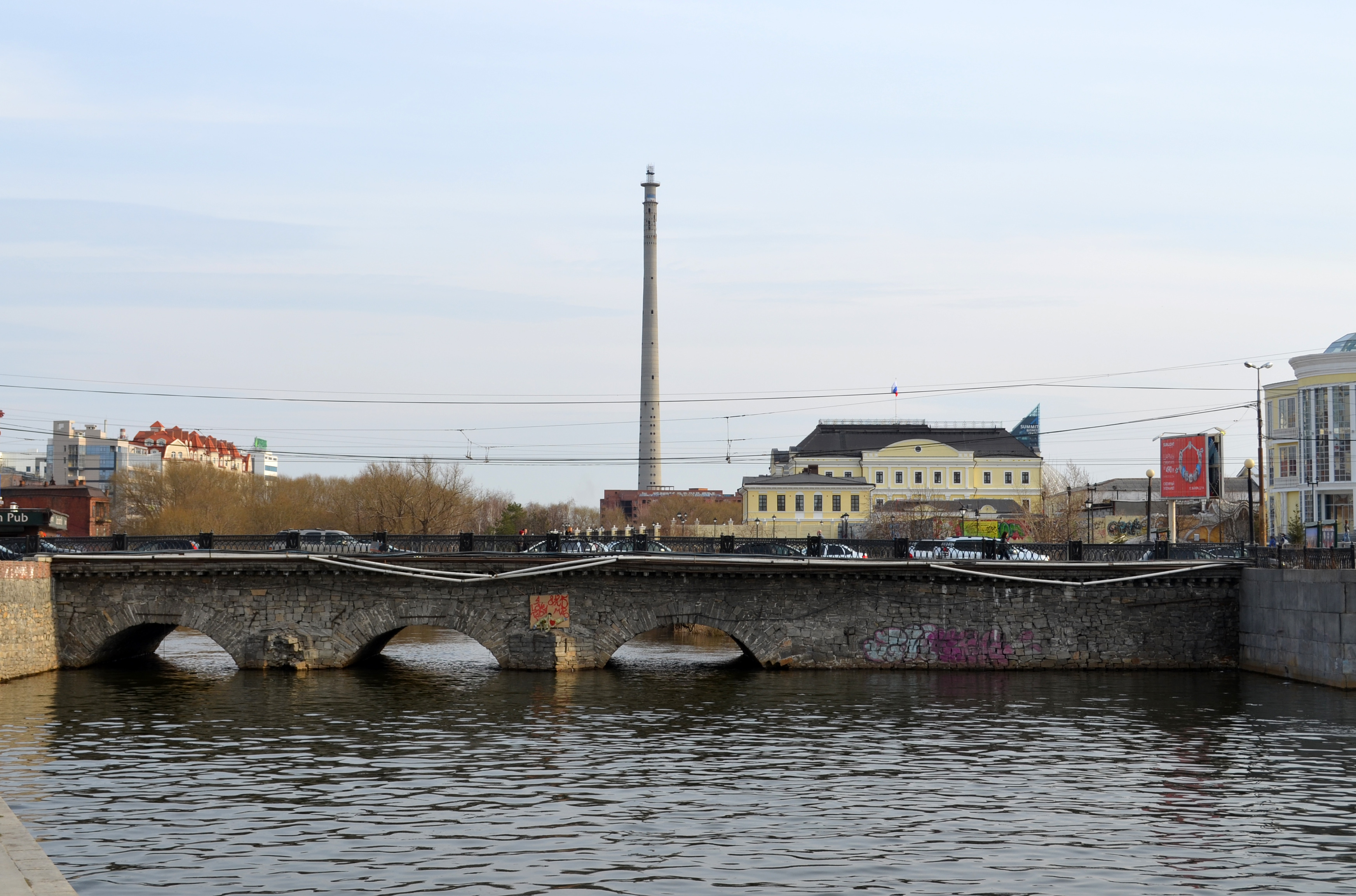
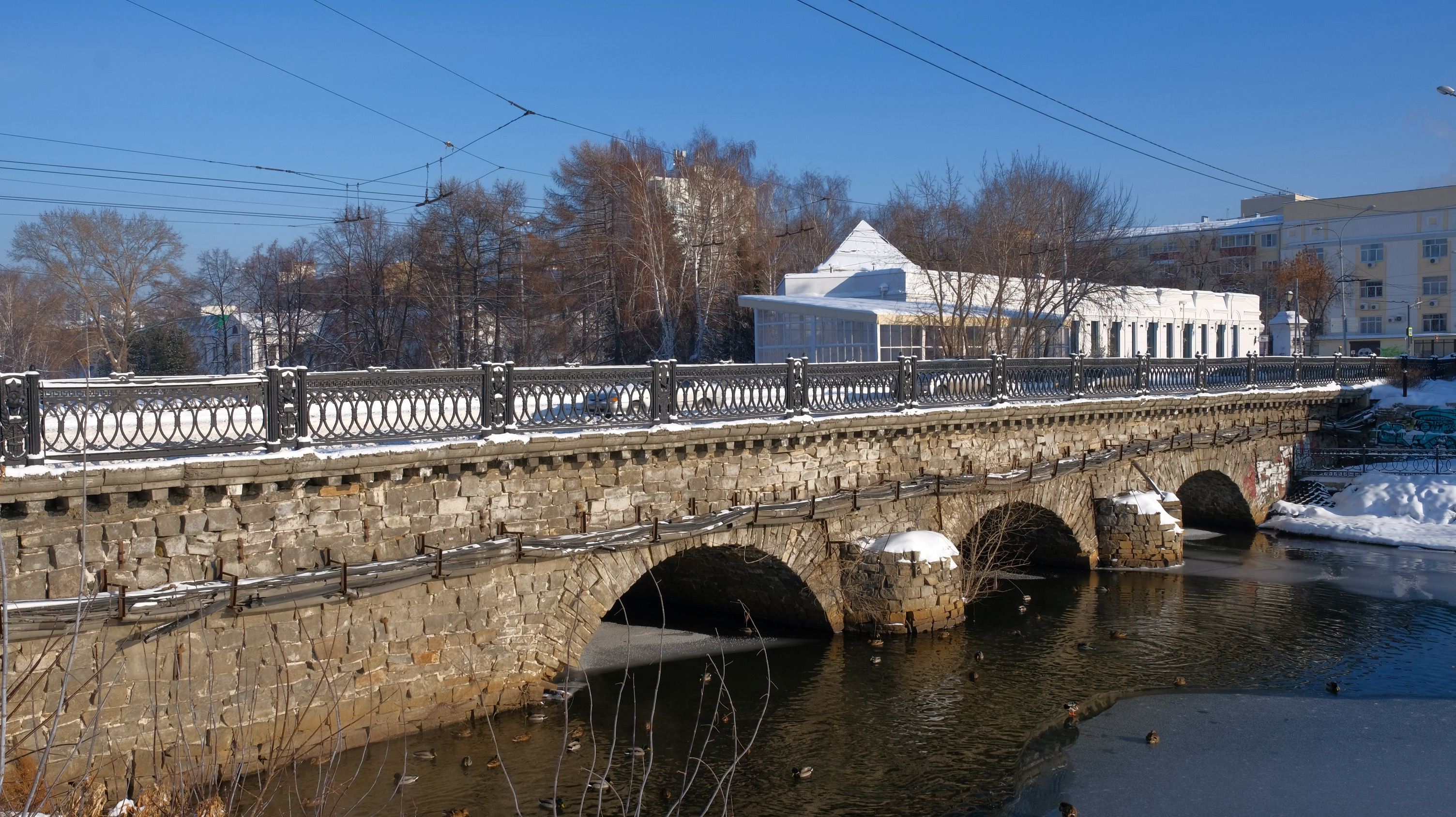
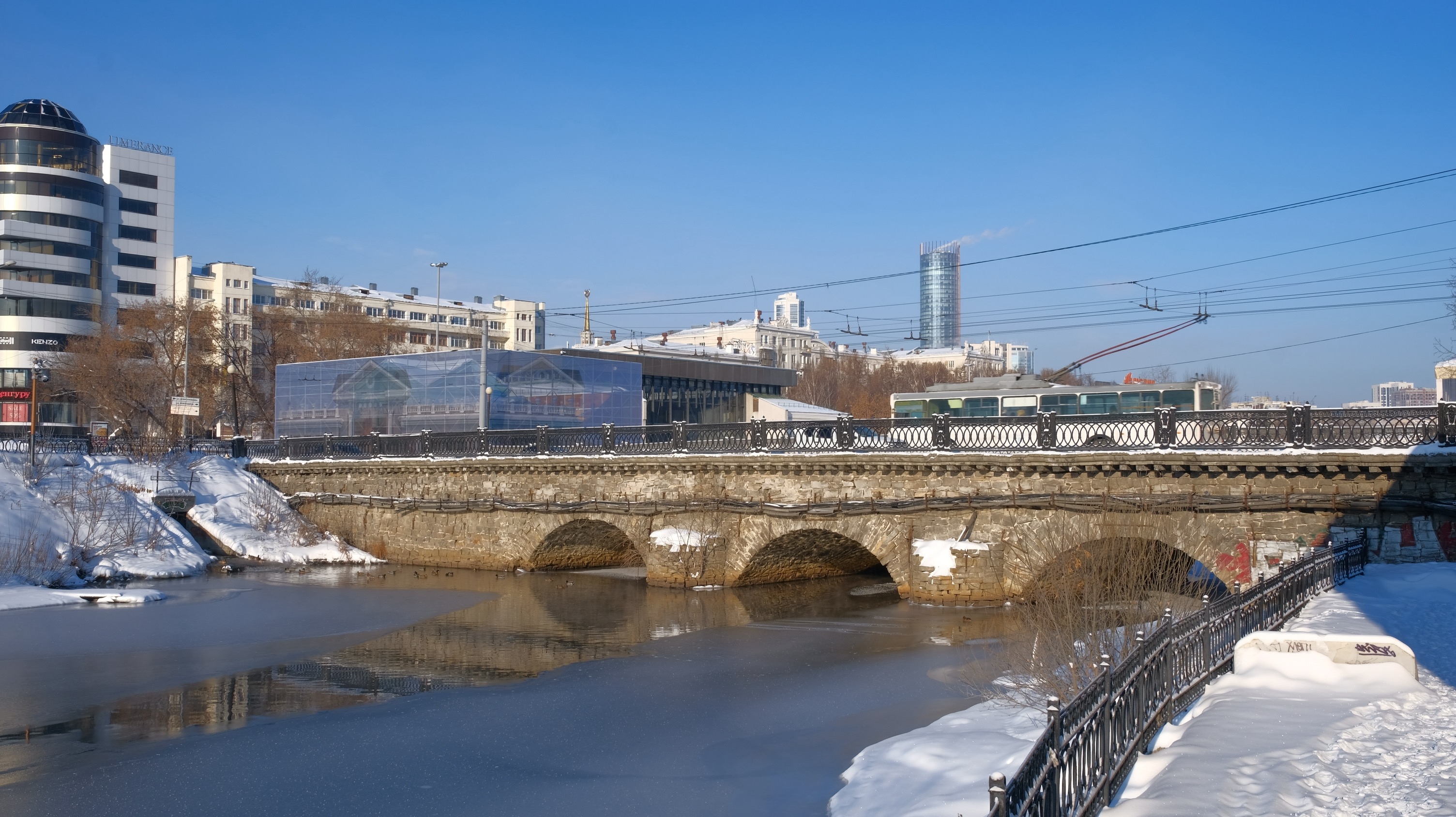

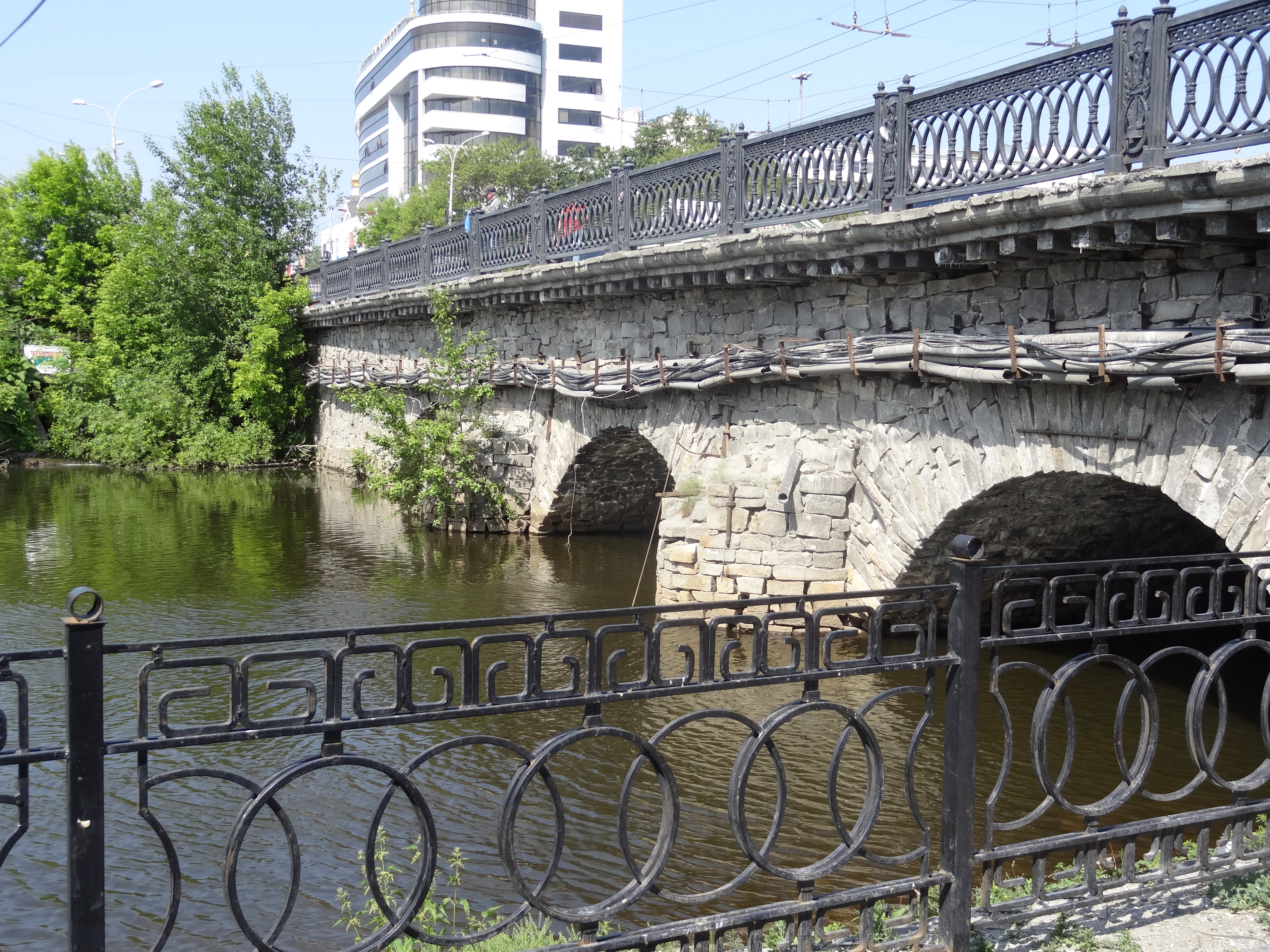
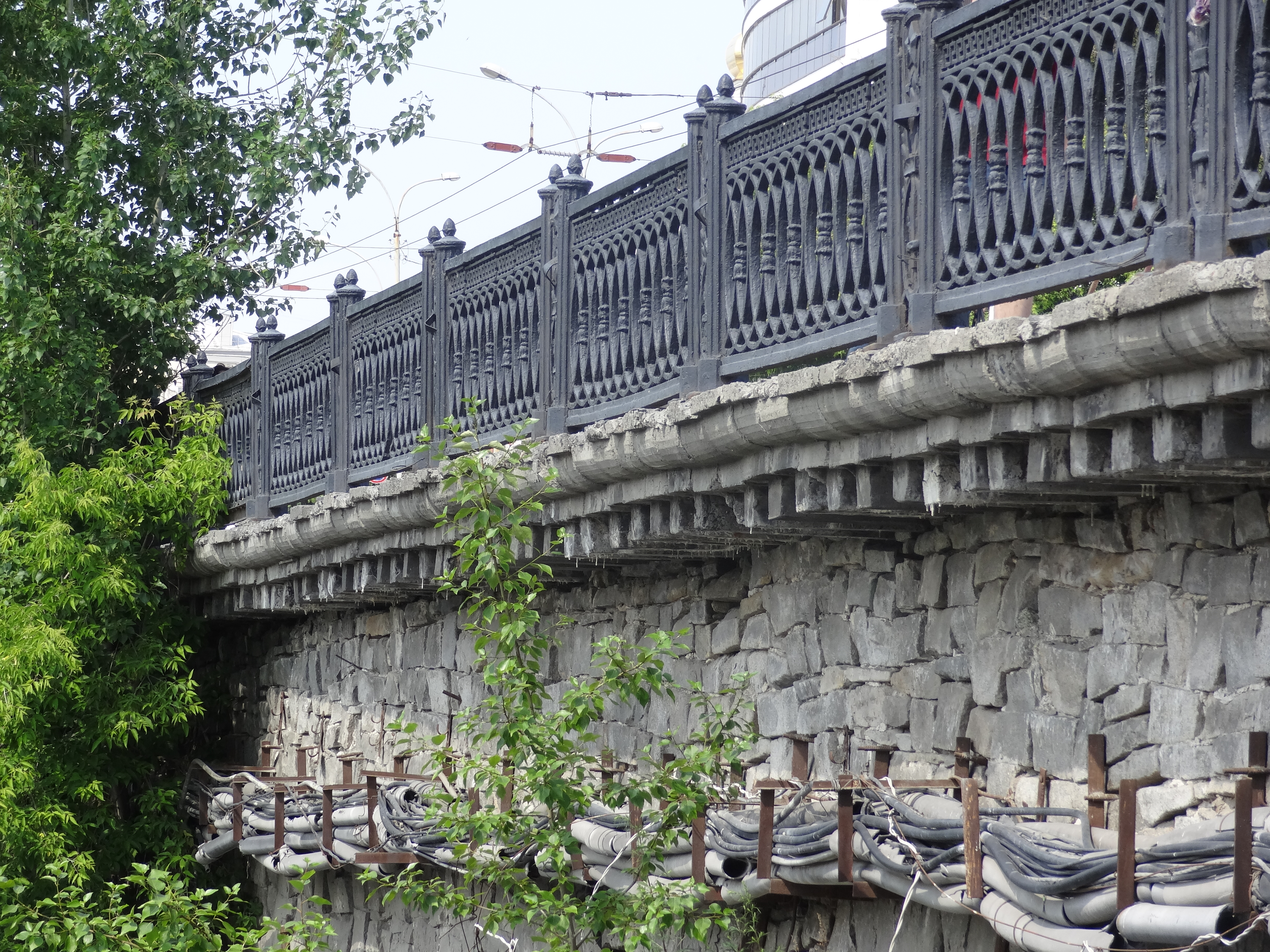
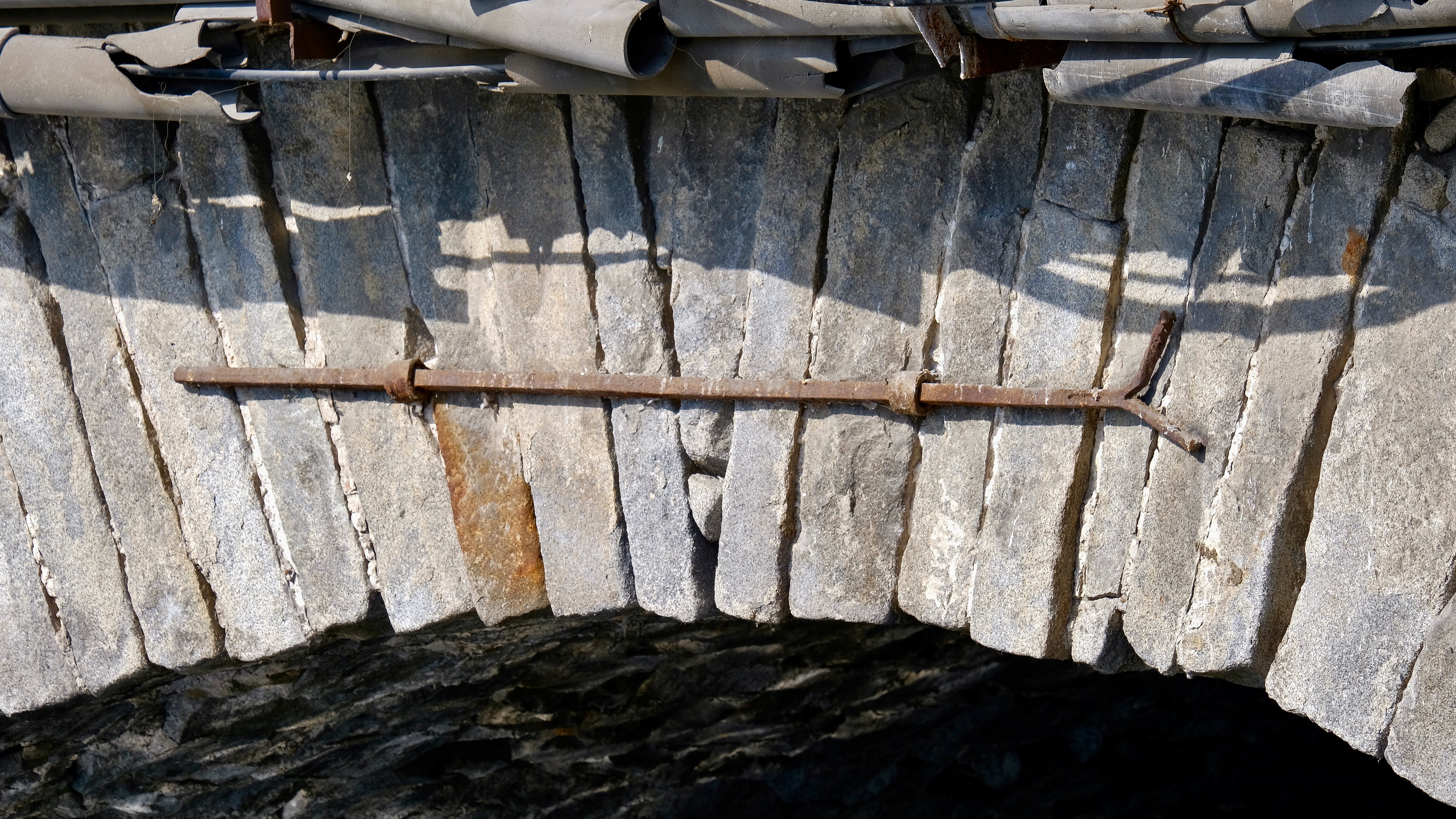
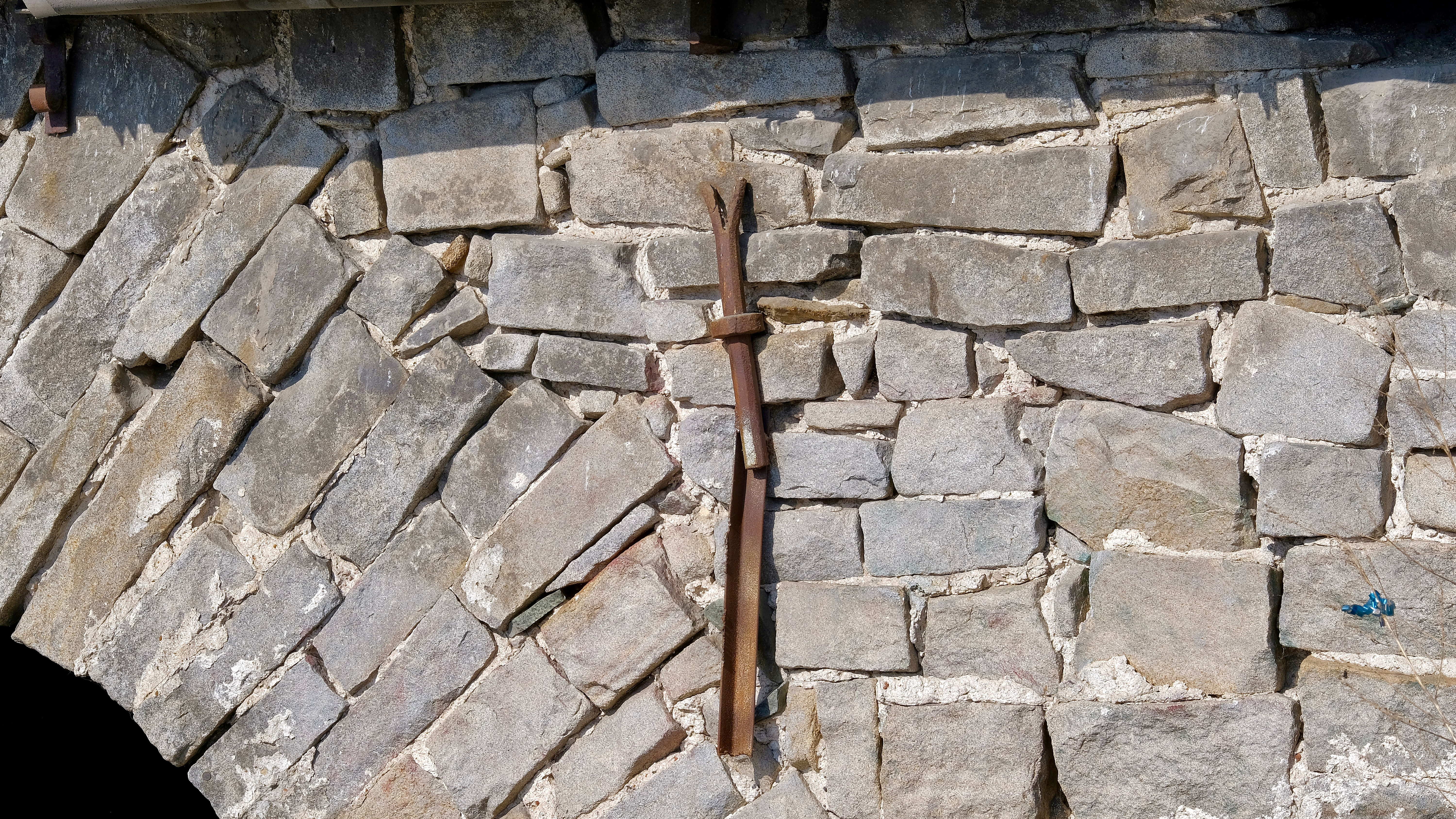
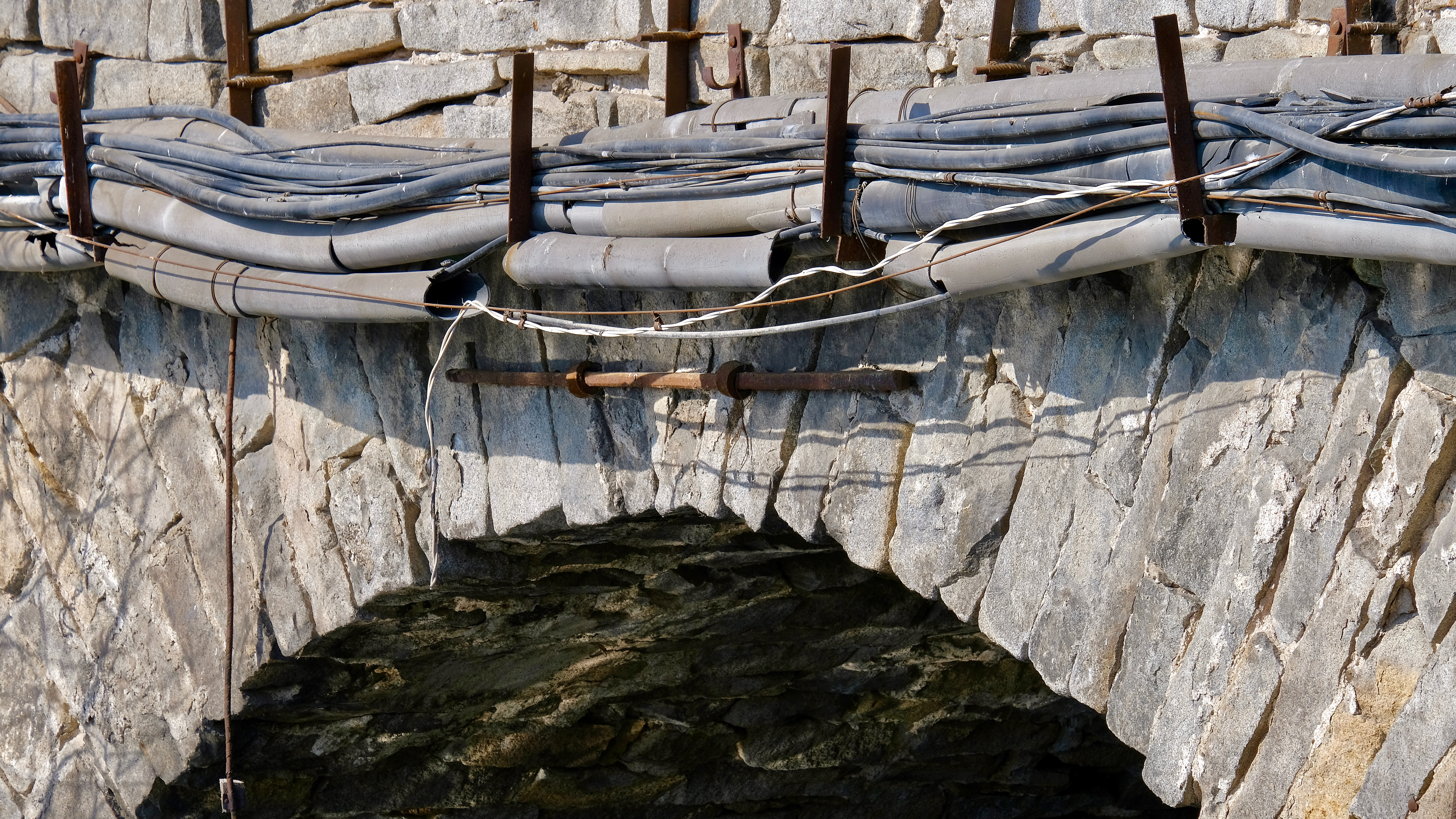
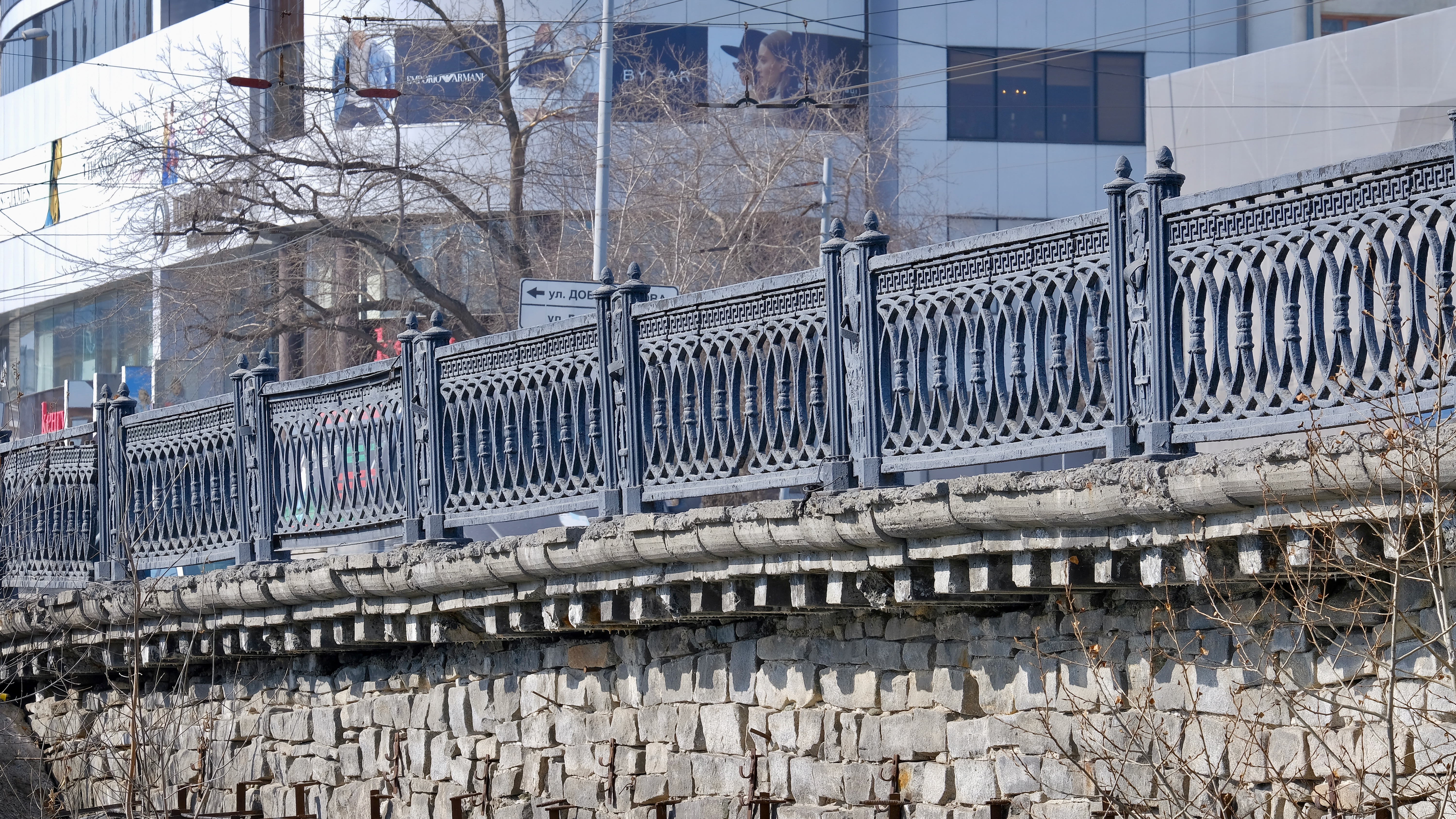